# توکاخندان راه‌راه
توکاخندان راه‌راه یا توکاخندان نواردار (نام علمی: Trochalopteron virgatum) گونه‌ای از پرندگان تیرهٔ توکایان خندان (Leiothrichidae) است.
این گونه در محدوده Patkai یافت می‌شود، جایی که زیستگاه طبیعی آن جنگل‌های کوهستانی نمناک نیمه‌گرمسیری یا گرمسیری است.

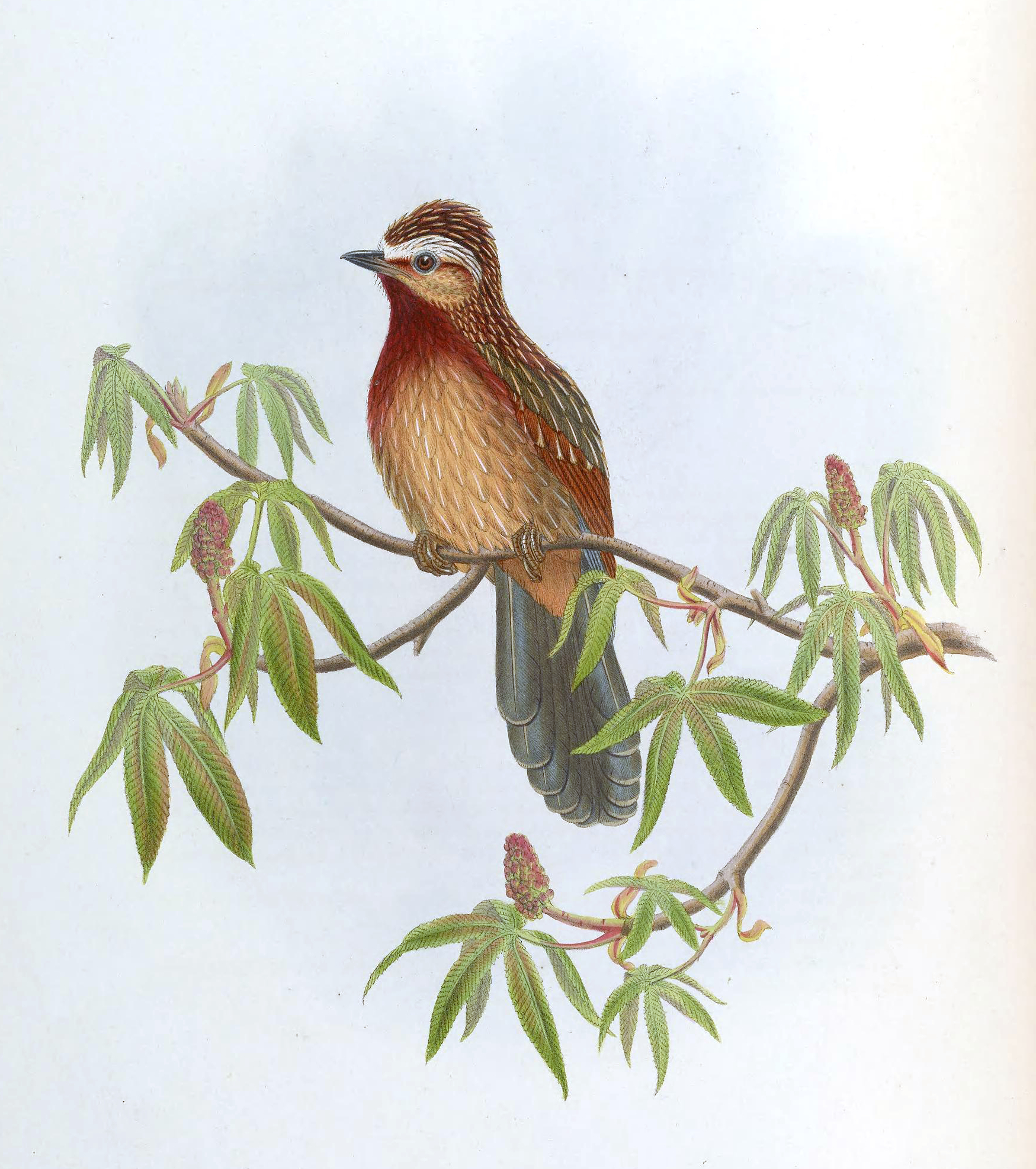
نقاشی گولد